# Parc d'importance nationale

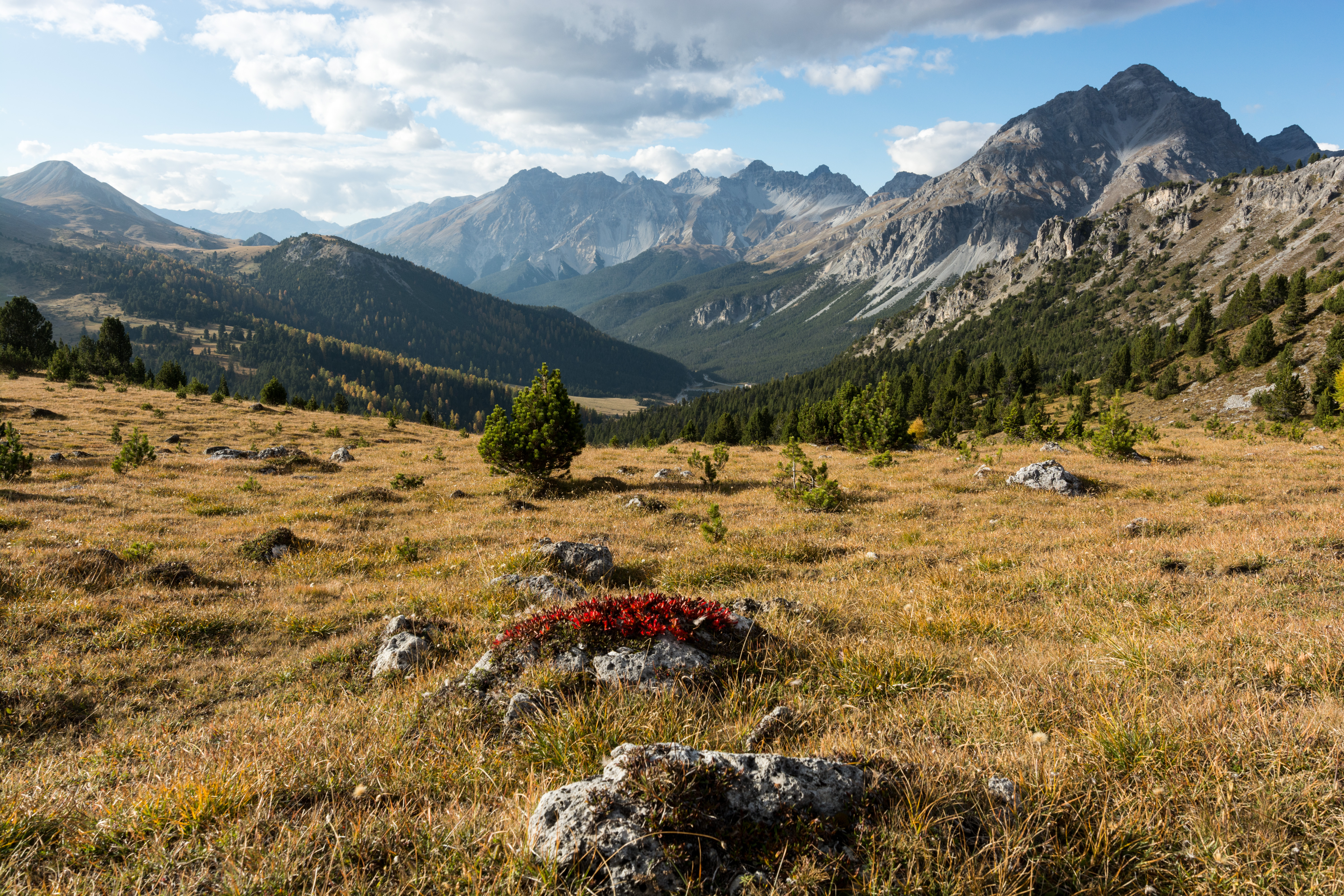
Un paysage du Parc national suisse.

En Suisse, un parc d’importance nationale est une zone géographique reconnue au niveau fédéral par l'Office fédéral de l'environnement comme présentant « une nature et un paysage de grande valeur » et dont l'organe responsable reçoit une aide financière de l'État pour en assurer la création, le développement et la gestion.

## Base légale et organisation
La création des parcs d'importance nationale se fonde sur le chapitre 3b de la loi fédérale de 1966 sur la protection de la nature et du paysage (LPN) ainsi que sur l'ordonnance du 7 novembre 2007 sur les parcs d’importance nationale (Ordonnance sur les parcs, OParcs).
En 2007, une vingtaine d'associations présentant des projets de parcs se sont regroupées au sein du « réseau des parcs suisses » promu association faîtière des parcs et projets de parcs et reconnu comme représentant auprès de l'office fédéral.

## Catégories de parcs et label
La loi LPN subdivise les parcs d’importance nationale en trois catégories : 
- Les « parcs nationaux », composés d'une zone centrale et d'une zone périphérique, sont des territoires intacts, de taille relativement importante, destinés à un développement libre de la faune et de la flore indigènes[4].
- Les « parcs naturels régionaux » situés dans des régions rurales, visent à assurer un développement de ces régions en mettant en valeur leurs qualités naturelles ou culturelles, dans une optique de développement durable[5].
- Les « parcs naturels périurbains », situés dans les environs des agglomérations, qui sont destinés principalement à offrir un contact avec la nature à la population citadine voisine[6].

Chaque parc désirant être reconnu comme faisant partie de l'une des trois catégories ci-dessus doit suivre un processus défini initié par les cantons et avec le soutien de la population locale, au terme duquel l'office fédéral de l'environnement procède à une évaluation qui débouche, en cas de succès, sur l'attribution d'un label certifiant à la fois que le parc répond aux exigences mentionnées et que son existence est assurée à long terme. Le label est décerné pour une période de 10 ans, à l'issue de laquelle une nouvelle évaluation est menée.

## Répertoire des parcs suisses
Les parcs officiellement reconnus en tant que parc d'importance nationale sont, en 2025, au nombre de dix-sept :

### Parc national (1)
- Parc national suisse

### Parcs naturels régionaux (15)

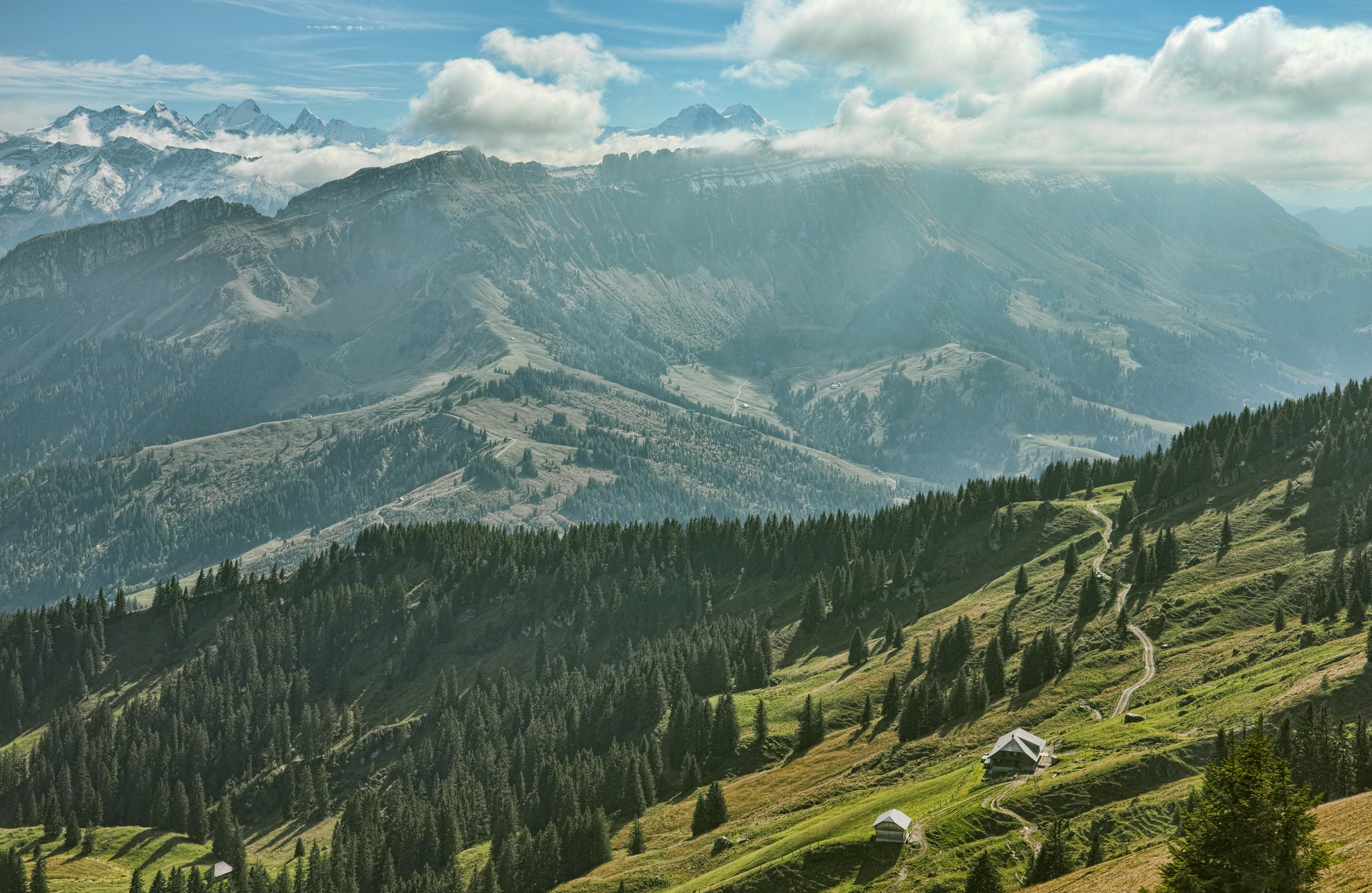
Vue du parc Biosphère de l'Entlebuch.

- Parc paysager de la vallée de Binn
- Parc régional Chasseral
- Parc naturel Diemtigtal
- Parc naturel Ela
- Biosphère de l'Entlebuch
- Parc naturel régional du Gantrisch
- Parc naturel régional Gruyère Pays-d'Enhaut
- Parc du Jura argovien
- Parc naturel Thal
- Biosphère du Val Müstair
- Parc naturel régional Beverin
- Parc naturel régional du Doubs
- Parc naturel régional Jura vaudois
- Parc naturel régional Pfyn-Finges
- Parc naturel régional de Schaffhouse

### Parc naturel périurbain (1)
- Wildnispark Zürich Sihlwald.

## Espaces protégés en Suisse
Les espaces protégés en Suisse représentent 12,7 % du territoire suisse : 6 % sont des aires nationales, 3 % sont des aires cantonales et 3 % autres dont privées.
Ces aires destinées à la protection de la vie sauvage sont distribuées de la manière suivante :
- Aires nationales (2 580 km2)
  - Parc national suisse (170 km2)
  - Réserves d'oiseaux d'eau migrateurs (228 km2)
  - Biotopes d'importance nationale inventoriés (788 km2)
  - Districts francs fédéraux (réserves de chasse, 1 509 km2)
- Aires cantonales (1 277 km2)
  - Réserves forestières cantonales (1 000 km2), soit 6 % des forêts suisses
  - Biotopes d'importance régionale et locale
- Autres (979 km2)
  - Réserves privées ou appartenant à des tiers (261 km2), dont 550 réserves de Pro Natura

Pour l'« objectif d'Aichi » des Nations unies, la Suisse s'était engagée à ce que 17 % de son territoire soit un refuge pour la biodiversité en 2020. En réalité, à cette date, la proportion n'est que de 12,7 %.